# Microchilus arietinus
Microchilus arietinus là một loài thực vật có hoa trong họ Lan. Loài này được (Rchb.f. & Warm.) Ormerod mô tả khoa học đầu tiên năm 2002.